# プレーン郡
プレーン郡(ドイツ語: Plön)(ドイツ語発音: [ˈpløːn])は、ドイツ北部シュレースヴィヒ＝ホルシュタイン州東海岸の郡。南西でノイミュンスター市、北西でキール市と接し、東～北にかけてバルト海に面する。
2018年12月31日の人口は12万8647人。

## 歴史
1867年、プロイセン帝国の行政区画として設置された。
1932年、解体されたBordesholm郡を併合した。
20世紀を通して、郡内の複数の自治体がキール市に併合された。

## 地理
内陸部には湖が多く、特に大プレーン湖(29 km²)とゼレンター湖(22 km²)は州内最大規模である。
丘の多い郊外である事から、東隣の東ホルシュタイン郡と合わせて、ホルシュタインのスイスと呼ばれる。
しかし、最高峰のブングスベルクは標高がわずか168mしかない。
湖沼地域の北にはProbsteiと呼ばれる海岸地域が広がる。

## 紋章
|  | - イラクサの葉(ホルシュタインの紋章) - 樫の葉(森の象徴) - 稲穂(農業の象徴) - 波線と魚(湖とバルト海の象徴) |

## 下位行政区分
町の一覧(人口は2018年12月31日の値)
- プレエッツ（英語版）：1万7200人
- シュヴェンティーネンタール（英語版）：1万3723人
- プレーン（英語版）：9100人(郡都)
- アッシェベルク (ホルシュタイン)（英語版）：2932人
- ベーネビュッテル（英語版）：2041人
- ベスドルフ（英語版）：1312人

市町村連合の一覧
- ボクホルスト＝ヴァンケンドルフ市町村連合（英語版）
- 大プレーン湖市町村連合（英語版）
- リュティエンブルク市町村連合
- プレエッツ＝ラント市町村連合（英語版）
- プロプシュタイ市町村連合（英語版）
- シュレーヴェンボルン市町村連合（英語版）
- ゼレント＝シュレーセン市町村連合（英語版）